# Botrucnidifer
Botrucnidifer Carlgren, 1912 è un genere di antozoi della famiglia Botrucnidiferidae.

## Tassonomia
Comprende le seguenti specie:
- Botrucnidifer norvegicus Carlgren, 1912
- Botrucnidifer shtokmani Molodtsova, 2001